# Loxosceles immodesta
Loxosceles immodesta är en spindelart som först beskrevs av Cândido Firmino de Mello-Leitão 1917. 
Loxosceles immodesta ingår i släktet Loxosceles och familjen Sicariidae. Inga underarter finns listade i Catalogue of Life.